# 부시 스타디움
부시 스타디움(Busch Stadium)은 미국 미주리주 세인트루이스에 위치한 세인트루이스 카디널스의 홈구장이다. 2006년에 개장하였으며, 수용인원은 4만6861명이다. 좌우펜스 길이 102m, 중앙펜스 길이 122m이며, 필드는 천연잔디로 되어있다.
내야 관중석에서 게이트웨이 아치를 볼 수 있게 설계되었다.
| 메이저 리그 베이스볼 올스타전 개최 경기장 |                      |                               |
| 2008년                                    | 2009년 부시 스타디움 | 2010년                        |
| 양키 스타디움                             | 2009년 부시 스타디움 | 에인절 스타디움 오브 애너하임 |
|                                           |                      |                               |
|                                           |                      |                               |

## 같이 보기
- 메이저 리그 베이스볼의 야구장 목록